# Белоцерковский, Валентин Михайлович
Валентин Михайлович Белоцерковский (род. 14 октября 1948, Харьков, УССР — 30 сентября 2021, там же, Украина) — советский и украинский скрипач.

## Биография
Родился в Харькове в 1948 году в семье скрипачей. Впервые начал играть на скрипке в 5 лет.
Окончил десять классов музыкальной школы, после — Харьковский институт искусств (ныне Харьковский национальный университет искусств имени Ивана Котляревского) — класс профессора А.А. Лещинского. После окончания института проходил военную службу в ансамбле Киевского военного округа. В составе квартета и будучи солистом оркестра с концертами изъездил всю Украину. Будучи проездом в Киеве, в феврале 1973 года, в составе квартета Киевского военного округа стал победителем Всеукраинского конкурса имени Николая Лысенко. После армии учился в аспирантуре Московской Академии музыки имени Гнесиных с 1972 по 1974 год.
В 1973—2000 годах работал преподавателем в Харьковском университете искусств имени Ивана Котляревского, в 1993—2021 годах — в Харьковском педагогическом университете имени Г. С. Сковороды (ХНПУ). Обучал не только студентов игре на скрипке, но и читал лекции по истории и методике обучения игре на смычковых инструментах. Во время работы в ХНПУ под руководством Валентина Михайловича были подготовлены 7 победителей международного конкурса «Fortissimo».
Автор ряда научных трудов:
- Учебное пособие по серии лекций по истории и методике обучения игре на струнных инструментах (1972);
- Монография "Психологические предпосылки игры в ансамбле, научных статей по проблемам ансамблевого исполнения в специальных музыкальных журналах;
- Статей по истории игры на струнных инструментах.

Кроме того, преподавал в Харьковской детской музыкальной школе № 13 имени Николая Коляды с момента её основания (1973). Он читал лекции и вёл практические занятия на скрипке с камерным ансамблем, школьным ансамблем скрипачей и симфоническим оркестром. Выступал на многих выступлениях, концертах и гастролях. В рамках сотрудничества Детской музыкальной школы № 13 с гимназией для слепых детей имени Короленко Валентин Михайлович активно участвовал в обучении детей с проблемами зрения. Его учебная программа по настройке пианино была одобрена Министерством культуры Украины. Этот курс преподавался Валентином многие годы.
В 1998—2013 годах работал в Харьковском гуманитарном университете «Народная украинская Академия», где создал и руководил народным ансамблем скрипачей «Вдохновение». Этот ансамбль — лауреат и победитель различных музыкальных фестивалей и конкурсов. Среди них такие национальные конкурсы, как «Студенческая весна» и «Краски осени», международные музыкальные конкурсы «Ландыш», «Фортиссимо», «Цветок надежды», а также фестиваль детского и юношеского творчества в Турции (Кемер), фестиваль украинского и польского музыки имени Кароля Шимановского.
За годы работы в Харьковском национальном педагогическом университете им. Г. С. Сковороды на кафедре музыкально-инструментальной подготовки в должности старшего преподавателя подготовил более десяти лауреатов и дипломантов Международного фестиваля-конкурса «Fortissimo», участвовал в жюри национальных и международных конкурсов, организовывал мастер-классы на Украине и за рубежом, выступал на научно-практических конференциях с докладами и открытыми уроками, подготовил ряд научных статей по проблемам обучения и исполнительского мастерства, а также по истории исполнительства на струнно-смычковых инструментах.
За отчётный период с 2013 по 2015 год были введены следующие мероприятия:

### Учебно-методическая работа
Учебная нагрузка выполнялась по рабочему расписанию. Методическая работа — участие в методических семинарах по профориентационной работе и аттестации студентов. Проведение открытого урока по теме «Работа над штрихами в классических музыкальных произведениях» со студенткой моего класса Боцман Юлией.
Также была разработана программа по музицированию и импровизации для студентов кафедры музыкально-инструментальной подготовки ХНПУ им. Г. С. Сковороды.

### Научная работа
Вышли печатные статьи:
- Белоцерковский В. М. Поэт, музыкант, человек. Памяти М. А. Аронса[2];
- Белоцерковский В. М. «О, если бы вы знали, как нежен фагот». Памяти К. Н. Белоцерковского[3];
- Белоцерковский В. М. Проблема музыкально-психологической совместимости в камерно — ансамблевом исполнительстве[4];
- Білоцерківський В. М. Украинский наследник Ауєра[5];
- Белоцерковский В. М. Украинский наследник Ауэра;
- Белоцерковский В. М. Столетие Карла Флеша[6];
- Белоцерковский В. М. Профессор И. В. Добржинец[6].

Участие в Международной науко-методической конференции «Музыкальная просветительская деятельность педагога в системе высшего музыкального образования» с докладом «Методические и исполнительные взгляды профессора А. А. Лещинского» (март 2015 г.). Участие в Международном конкурсе «Fortissimo» в составе жюри и в подготовке студентки Л. Аветисян к участию в конкурсе, получившей Диплом Первой степени (март 2015 г.).

### Концертно-просветительская работа
Концертные выступления с Народным художественным коллективом ансамблем скрипачей «Вдохновение»:
- Концерт в творческом клубе «Гостинка на Дворянской» в проекте «Династии»;
- Концерт в международном еврейском культурном центре Бейт Дан (февраль 2015г);
- Пасхальный концерт в Доме органной и камерной музыки;
- Концерт в международном еврейском культурном центре Бейт Данн;
- Концерт в Доме художника; концерт памяти Фредерика Шопена в лицее «Мир»;
- Концерт посвящён встрече весны в международном еврейском культурном центре Бейт Данн.

### Организационная работа
Подготовка модулей для проведения итоговой аттестации по основному музыкальному инструменту, участие в работе организационного комитета Международного конкурса «Fortissimo», подготовка ансамбля студентов для участия в фестивале ансамблей «Rondo», получившего Диплом Первой степени (февраль 2015). Посещение со студентами спектаклей Харьковского театра оперы и балета и концертов Харьковской филармонии.

## Семья
Жена — музыковед Ольга Фалькович.

## Награды
В 2010 году ансамбль завоевал Гран-При и специальный приз С-тет канала на Первом Харьковском телевизионном фестивале детского и юношеского творчества «Звёздные мечты». Ансамбль дал два полноценных концерта в филармоническом зале и в Доме органной и камерной музыки в Харькове. Вместе с ансамблем также выступали ведущие солисты-инструменталисты и вокалисты. Большинство этих мероприятий было создано специально для ансамбля скрипачей «Вдохновение» его руководителем В. Белоцерковским.
В 2004 году ансамблю было присвоено звание «Образцовый». Ансамбль выпустил свой первый компакт-диск.
В 2008 году Белоцерковский был награждён Почётным знаком «За развитие образования в Украине» с вручением персональных часов от мэра города Харькова.
В 2009 году ансамбль был награждён титулом «Народный ансамбль». В 2013 году он отметил своё пятнадцатилетие.